# تپه چغا سبز ۲
تپه چغا سبز ۲ در شهرستان شازند، بخش مرکزی، روستای عضدیه واقع شده و این اثر در تاریخ ۹ اردیبهشت ۱۳۸۲ با شمارهٔ ثبت ۸۵۸۷ به‌عنوان یکی از آثار ملی ایران به ثبت رسیده است.